# 菌床栽培
菌床栽培（きんしょうさいばい）とは、菌床（オガクズなどの木質基材に米糠などの栄養源を混ぜた人工の培地）でキノコを栽培する方法である。本稿では子実体を食用または薬用とするために日本国内で商業生産されるキノコに関し記述する。
菌床栽培を行うキノコはほとんどが腐生菌のうち落葉分解菌、木材腐朽菌で、その中でも栽培が容易な菌種あるいは、身近に存在していた菌種から栽培が行われた。根生菌(菌根共生菌)類の場合は、共生主となる植物が必須で容易に菌床栽培は行えない。
栽培条件には、様々な変動要素があり、キノコの品種と共に一連の技術には数多くの特許が出願され成立している。
食味はキノコの種類によっては「天然」「原木栽培」に若干劣るとも言われるが、ヒラタケ、エノキタケ、マイタケのように低価格と人工栽培特有の形状と食味は天然物にはない優位点でもある。現在では、栽培可能なキノコの種類は多様化し、キノコの種類によっては年間に4〜8回転の収穫が可能で年間を通じ流通させることが可能となった。

## 歴史
1886年和歌山県生まれの森本彦三郎は、当時マッシュルーム栽培の先進地であったフランス、アメリカでマッシュルーム栽培の最新知識と技術を17年間学び1920年帰国する。森本彦三郎は、そこで学んだ『「純粋培養種菌」によるキノコ栽培』を広めると共に、マッシュルーム栽培と缶詰の輸出事業を行いつつ、研究を重ね未利用資源(産業廃棄物)としてのオガクズを有効利用することを考え、エノキタケの「おがくず人工栽培法」(菌床栽培法)を1928年考案した
。当時、エノキタケ栽培に使用する原料木が不足し生産農家が苦労していたことも背景に有るとされている。更に、エノキタケのビン栽培法は1931年に長野県の松代町(現在の長野市松代)で屋代中学(現在の長野県屋代高等学校・附属中学校)の校長、長谷川五作の指導で始められ、1950年頃には同地域の重要な産業にまで育ち全国に広まった。
当該技術の普及と発展の背景はいくつかある、
1. 林間栽培や原木栽培では、種菌付けから収穫開始まで 1〜3年程度を必要とするが、当該技術では種菌付けから収穫までの時間は5〜20週程度と、従来の方法より栽培期間も短く年間4〜8回転が可能。
2. 従来の栽培方法は、気象条件の変化や害虫、有害菌の影響を受け易く、安定した収穫量及び品質を確保することができない。
3. 菌床栽培技術が普及を始めた昭和30年代の原木栽培のシイタケを例にすれば、天地返しや潅水をするだけでなく年に数回ほだ木を水没し十分に吸水させるなどの作業が必要で、1メートル前後のほだ木の運搬は重労働である。
4. 木材腐朽菌は朽ち木に発生するキノコであることから、廃棄物でしか無かったオガクズを主基材として有効利用するだけでなく、大量に発生し廃棄物に近い扱いになっていた米糠も有効に利用できることができ、未利用資源(廃棄物)の有効利用ができた。
5. 食材供給としての面から捉えれば、野生のキノコには季節があり「塩蔵」「瓶詰」「缶詰」「乾物」等の加工品を利用しなければ、季節に関係なくキノコを利用することはできない。
6. 林間栽培や原木栽培は山間地や森林部で行われるが、菌床栽培は屋内栽培でもあるため、平地（畑や家）でも可能である。

などの複合した理由が存在している。

更に、キノコ自体の商品価値も高かったことから、発展したのが当該技術である。

## 栽培環境
各々の菌種（キノコ）毎に最適な環境は異なるが、基本は天然環境を室内に再現することでもある。室内で栽培することで「光」「温湿度」「二酸化炭素」を管理し、外部環境の影響を受けにくい環境を作り出せるので、安定した品質と収穫量を得ることができる。反面、培地の高温滅菌や最適な生育条件を作り出すため「滅菌後の冷却」「冬は暖房」「夏は冷房」と多くのエネルギーを必要とする。
「害虫と害菌」の侵入を阻むため、生産現場によっては食品加工工場と同程度かそれ以上の衛生管理と「エアーシャワー」「紫外線殺菌灯」などによる対策を行い、「菌糸体の培養蔓延」から「子実体の発生」および「収穫」まで全ての過程を管理された屋内で行う。一部では、育成室を滅菌雰囲気として、可能な限り害菌の影響を排除する取り組みも行われている。このような理由から、通常は農薬を使用しない。
大規模な生産者では、クリーンルーム内で生産を行っている。一方、「菌糸体の培養蔓延」の期間のみを管理された室内に置き、子実体の発生が始まる前に林地に埋設したり、温湿度を管理せず自然に任せるような育成場所に移動させて子実体を発生させる場合もある。

### 光と二酸化炭素
一般に、菌糸体の成長には紫外線(光)は有害であることから、ほとんどの菌糸体を培養蔓延させる部屋は暗く、人が作業をする際に必要な照明があれば良い。子実体の発生と成長には、菌種により最適な光の波長や光量は異なる。一般的に見る機会の多いエノキタケは、照明のない部屋で栽培されるため、「ひょろ長く白い色」をしている。高い二酸化炭素濃度は成長を阻害する。

### 温湿度
多くの菌種は季節的に「春」「秋」の比較的涼しい温度と湿度の高い状態を好む。但し、高すぎる湿度は有害になる。従って、温度 10℃〜25℃の定温で湿度80%程度に保つ場合が多い。最適な条件は生育段階によっても異なり、中心温湿度と許容変動幅を変える必要がある。これらの条件は、多くの試行錯誤によって見出されている。

### 害虫と害菌
感染源は、人、加湿用の水の汚染、滅菌失敗、種菌の汚染、虫の侵入など理由はさまざまで、虫は基材に直接の影響を与えるだけでなく、同時に持ち込むいろいろな菌により「菌糸体」「子実体」にも影響を与える。定温高湿環境は、有害菌にとっても最適の環境であり影響を極力排除するために、純粋培養的な手法が必要になり、実験室で行われるカビや細菌類の増殖実験にも似た環境で、培地を高温滅菌し種付けを行い育成する方法が考え出された。菌床栽培では薬剤(農薬)を用いた害虫と害菌の駆除は認められていない。滅菌された育成室では害菌が発生すると、急速に増殖する。日常の観察と管理が大事で、害菌の発生を認めた場合、問題となる菌床を直ちに育成室から出し、感染拡大しないようにする。同時に原因を突き止め適切な処置を行う、対処が遅れると 全滅する場合もある。
栽培方法によらず、キノコ栽培に悪影響を与える主な生物。(植物類は除外)
- 「基材」に影響する、

昆虫類や甲虫類、ハエ、シロアリ、アリ、カミキリムシ、クワガタムシ（これを逆手に取り、クワガタムシの幼虫（特にオオクワガタ）を大きく育てる方法として菌糸ビン飼育が流行している）など。
- 「菌糸体」「子実体」に影響する、[6]

菌類　Verticillium 属、トリコデルマ( Trichoderma 属)、アオカビ( Penicillium 属)、クモノスカビ(Rhizopus 属)、Neurospora 属、ボタンタケ類、コウヤクタケ類、
バクテリア類、バシラス属( Bacillus 属)
虫(動物)類、　ナメクジ、カタツムリ、ハサミムシ、キノコムシ類、ダニ

## 菌床基材
「木質基材」「栄養源」「水」で構成される。木質基材の樹種および砕粒度は、菌糸体の成長と子実体の発生量を大きく変動させる要因である。キノコの種だけでなく品種と栽培環境毎に適正とされる混合比で各々の原料を混ぜ菌床をつくる。
エノキタケの瓶栽培では、一回の発生と収穫が終わったら菌床は再使用されず廃棄され、ほとんどが堆肥原料などに利用される。ナメコ、マイタケ、シイタケなどでは一回の発生と収穫が終わった菌床がそのまま再利用されることもある。

### 木質基材
通常、キノコの種類により最適な木の種類(基材樹種)が異なり野生のキノコが利用している物と同じクヌギ、コナラ、クリ、ブナ、トチ、ハン、シデ、シイ、カシなどの落葉広葉樹が用いられる。針葉樹は生長阻害物質があり育ちにくい。針葉樹基材の利用は1975年頃から、各地の農業試験場や林業試験場が中心となり、生産者と共に針葉樹に発生したシイタケ、ナメコなどの野生菌株を収集と選抜をしたり、栽培条件の見出し試験を行っている。その結果、基材樹種毎の混合比や細かな栽培条件と共に、「6ヶ月程度の散水を行い利用する方法」が見出された以降、針葉樹は多くの菌種で利用されている。
産地によっては、原料木を他県に依存しない様にするため、地元産出の樹種を使用するだけでなく、同時に最適な栽培条件を求める取り組みが進められている。
オカクズは森本彦三郎が栽培技術を研究し確立した頃には、未利用資源であったが、現在の日本では国産材だけでは必要量を賄いきれず、コットンハル、コーンコブミール、ユーカリなどの基材原料を輸入または再利用している。
木質基材の使用量を減らすため、ガラスビーズを混入し洗浄再利用する方法も実用化に向けた研究が進んでいる。
おもなキノコ別の一般的な木質基材
| キノコの種類 | 木の種類 |
| シイタケ     | ブナ、トチ、ハン、シデ、コナラ、クヌギ、シイ、カシ等。中国産の菌床では養蚕や果樹栽培に使用したクワやリンゴの剪定枝なども使用している。 |
| エノキタケ   | スギ、エゾマツ等の針葉樹オガコを6 ヵ月堆積散水、またはコーンコブミール、コットンハル、広葉樹全般                                       |
| ブナシメジ   | ブナ、ナラ、トチ等の広葉樹または堆積散水のスギ、マツ等の針葉樹                                                                         |
| ナメコ       | ケヤキ、クリ等を除くほとんどの広葉樹                                                                                                   |
| マイタケ     | ブナ、ミズナラ、コナラ、クヌギ、カバ等の広葉樹                                                                                         |
| エリンギ     | 堆積散水のスギ、マツ等の針葉樹、または広葉樹、コーンコブミール                                                                         |
| ハタケシメジ | バーク堆肥、堆積散水の針葉樹、広葉樹全般                                                                                               |
| ヤマブシタケ | 広葉樹全般、コーンコブミール |
| ヒラタケ     | ブナ、サクラ、トチ、ヤナギ、リンゴ、ネムノキ、モミジ、ミカン、カキなど、広葉樹全般                                                     |

コーンコブミール（Corncob meal）:トウモロコシの穂軸粉砕物、コットンハル（Cottonseed hull）：綿実を挽き割った後に残る殻。

### 栄養源
良好な育成をさせるためには、他の生物と同じように「糖質」(炭素)、「タンパク質」(窒素)、「ミネラル類」が必要で、基材の他に栄養源が添加される。補助的な栄養源が、子実体の栄養成分にどの程度の影響を及ぼしているのかは明らかになっていない。
- 主栄養源、

コメ糠、ムギ糠(フスマ)、トウモロコシ糠、小麦粉などが利用され、各々に子実体の発生特性が異なる。
- 補助栄養源、ミネラル類

貝殻、カルシウム塩、木酢液、ビール酵母粕等を、pH調整や成長促進剤として一定の割合添加する。ミネラル類を添加することで増収効果が得られる。

## 栽培過程
「混合撹拌」「充填」「滅菌」「放冷」「種菌接種」「育成」「子実体発生」「収穫」の過程を経る。ほとんど全ての生産過程は規模の差はあっても機械化がされている。
- 「混合撹拌」では、オガクズを篩にかけて異物を取り除き、「基材原料」を所定の比率で混ぜる。地域や生産者により独自の配合があり季節によっても変更する。
- 「充填」では、混合した菌床材料を「瓶」「袋」「平箱」に詰める。床の形状は菌種や育成後の形により選択される。同じ菌床材を用いた場合でも、床の形状で発生までの期間と収穫量および発生回数が異なる。瓶の場合、接種孔を開ける。

主な容器形状と適用例は、
- 瓶（円柱で中心に穴） エノキ、マイタケ、ヒラタケ、エリンギ、ブナシメジ
- 袋（直方体、立方体） シイタケ、マイタケ
- 平箱(菌床を5〜10cm程度の厚みで広げる)  ナメコ、ヒラタケ、マンネンタケ

- 「滅菌」では、充填後の菌床を「高圧」または「常圧」で中心温度 98℃を4時間以上維持し有害菌を滅菌する。2008年現在、コロナ放電を利用した非加熱滅菌も実用化に向けた研究がされている。
- 「放冷」では、滅菌により高温となっている菌床を、滅菌管理された専用の冷却室で適温(20℃程度)まで下げる。但し、過度の冷却は生育不良の原因になることもある。一方、冷却にかかる時間が長いと、有害菌の増殖を促進してしまう場合も有る。
- 「種菌接種」では、無菌室で培地表面または接種孔に対して行う方法が一般的であるが、種菌を培地に混ぜ込み塗りつける方法が取られる場合もある。
- 「育成」では、菌床に菌糸体が蔓延する環境を整える。菌糸体の成長に光は不要であるが、呼吸により発生する二酸化炭素の濃度が高くなると生育不良を起こすので換気を行う。時間の経過と共に菌床中の水分量が減少するため注水（散水）することもある。菌種により30〜120日程度を必要とする。
- 「子実体発生」では、子実体の発生条件に適合するように温湿度と光量を変え子実体の発生を促す。必要に応じて、「菌かき」「袋カット」「側転」「上下反転」「注水」「覆土」等の作業を行う。シイタケなどでは電気刺激により子実体の発生促進をする方法がある。
- 「収穫」。瓶栽培の場合は、一度に全ての子実体を収穫するが、袋や平箱を用いる場合、出荷に適した大きさになった物から順次収穫をする。収穫期間は子実体の発生開始から15〜100日程度。
- 「掻き出し」、収穫後の廃菌床を容器から掻き出し、容器を再使用する場合は洗浄と乾燥を行う。

エノキタケの瓶栽培の条件例

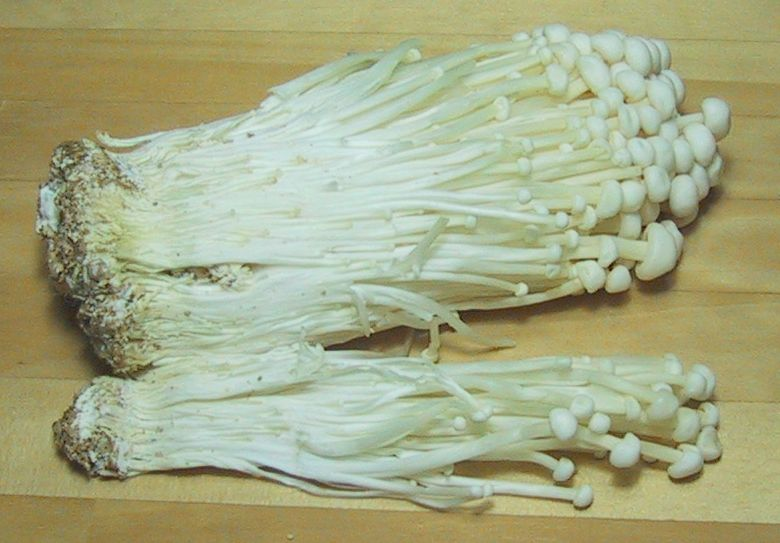
菌床栽培（瓶）のエノキタケ

- 混合比は、木質基材 65〜75%。栄養源 25〜35%。補助栄養 1〜5%。水分率 60〜75%。pH 5.5
- 菌糸体、最適温度は 22〜26℃、相対湿度 90%程度
- 子実体、最適温度は 12〜18℃、相対湿度 85%程度
- 容器充填、所定の容器(ポリエチレン、ポリプロピレン)等に充填し、中心に1〜5個の穴を開ける。現在では、樹脂製の瓶が用いられるが過去にはガラス製も使用されていた。
- 蒸気により滅菌、98℃10時間程度。
- 培養(育成)、20〜30日静かに、菌掻きと、紙巻きを行う。
- 発生初期に50〜100lx程度の光。
- 収穫は、1回のみ。

シイタケの培地栽培の条件例

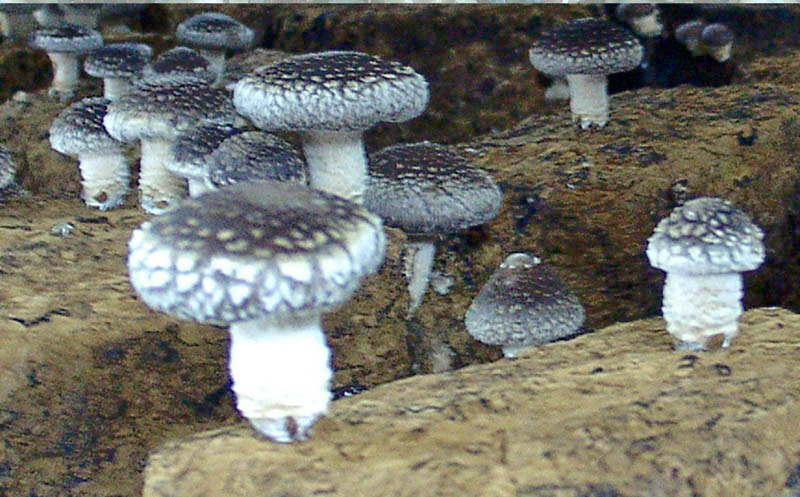
菌床栽培のシイタケ

- 混合比は、木質基材 85〜90%。栄養源 10〜15%。補助栄養 1〜5%。水分率 58〜62% pH 3.5
- 菌糸体、最適温度は 10〜25℃、相対湿度 85%程度
- 子実体、最適温度は 10〜20℃、相対湿度 90%程度
- (ポリエチレン)袋に充填、平箱に充填。
- 培養(育成)、90〜120日適宜「袋カット」「側転」「上下反転」「注水」を実施。
- 発生初期に100〜300lx程度の光。
- 収穫は、複数回。30〜120日間程度継続。

## 参考画像

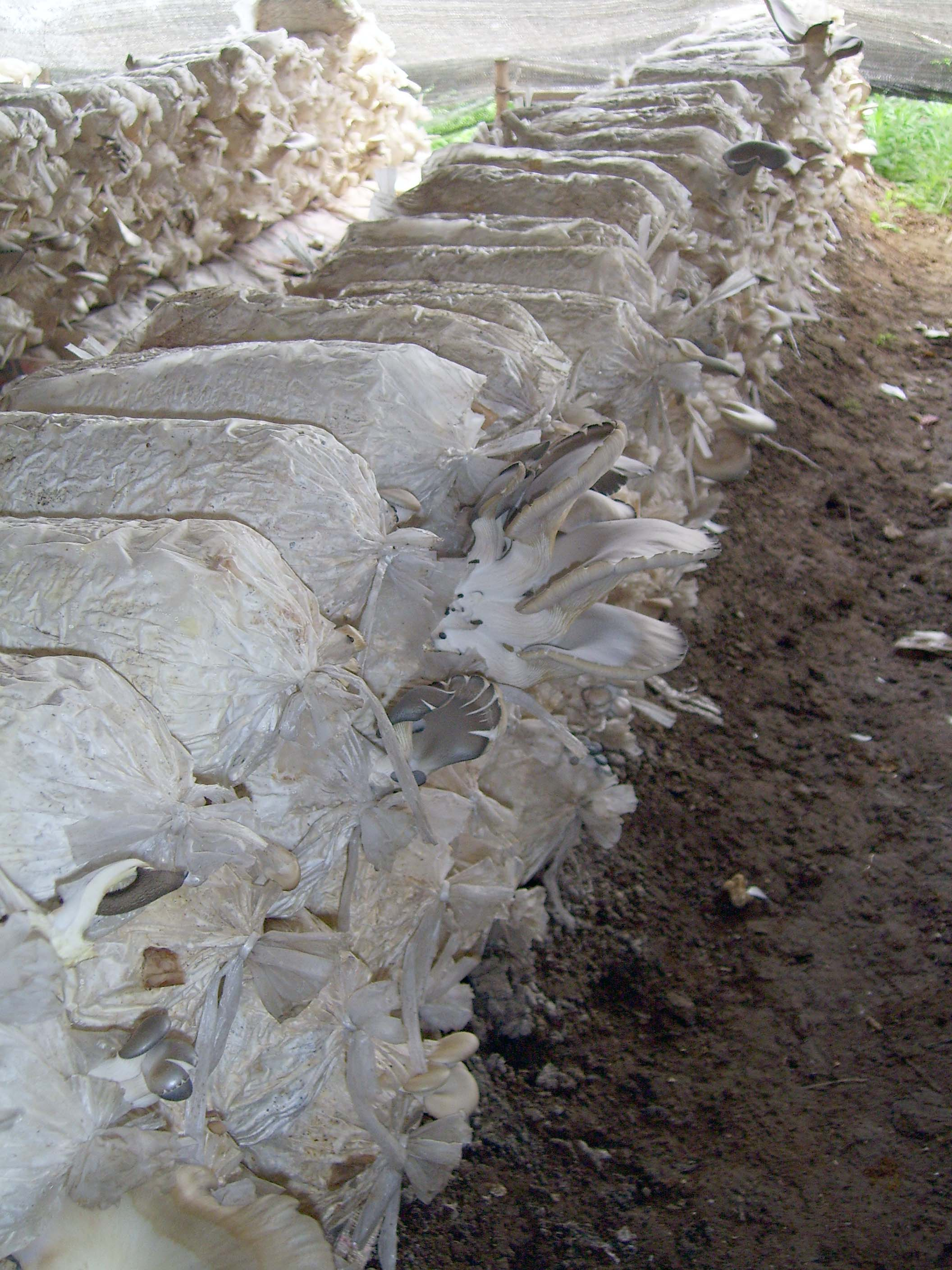
ヒラタケ栽培の様子、菌床は袋に詰めて側面から発生させている。(北京)
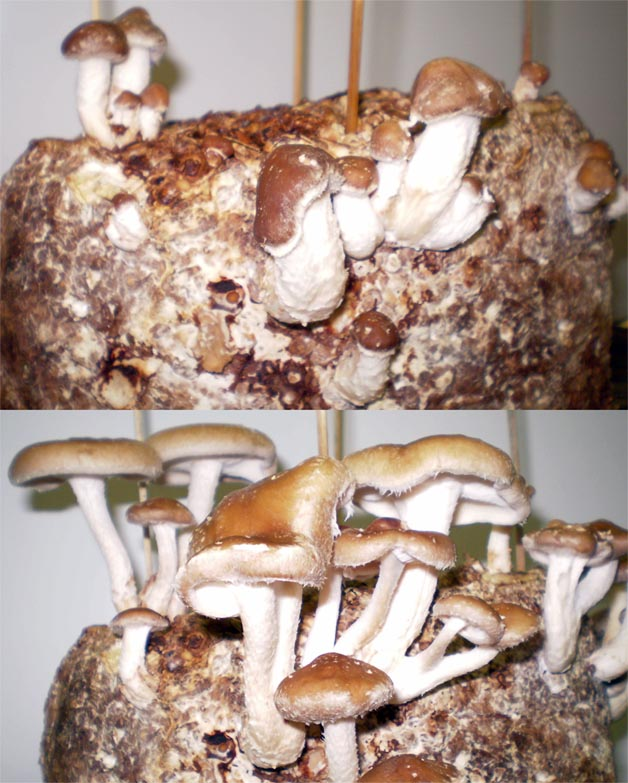
シイタケ、菌床は角形。上面、側面から発生
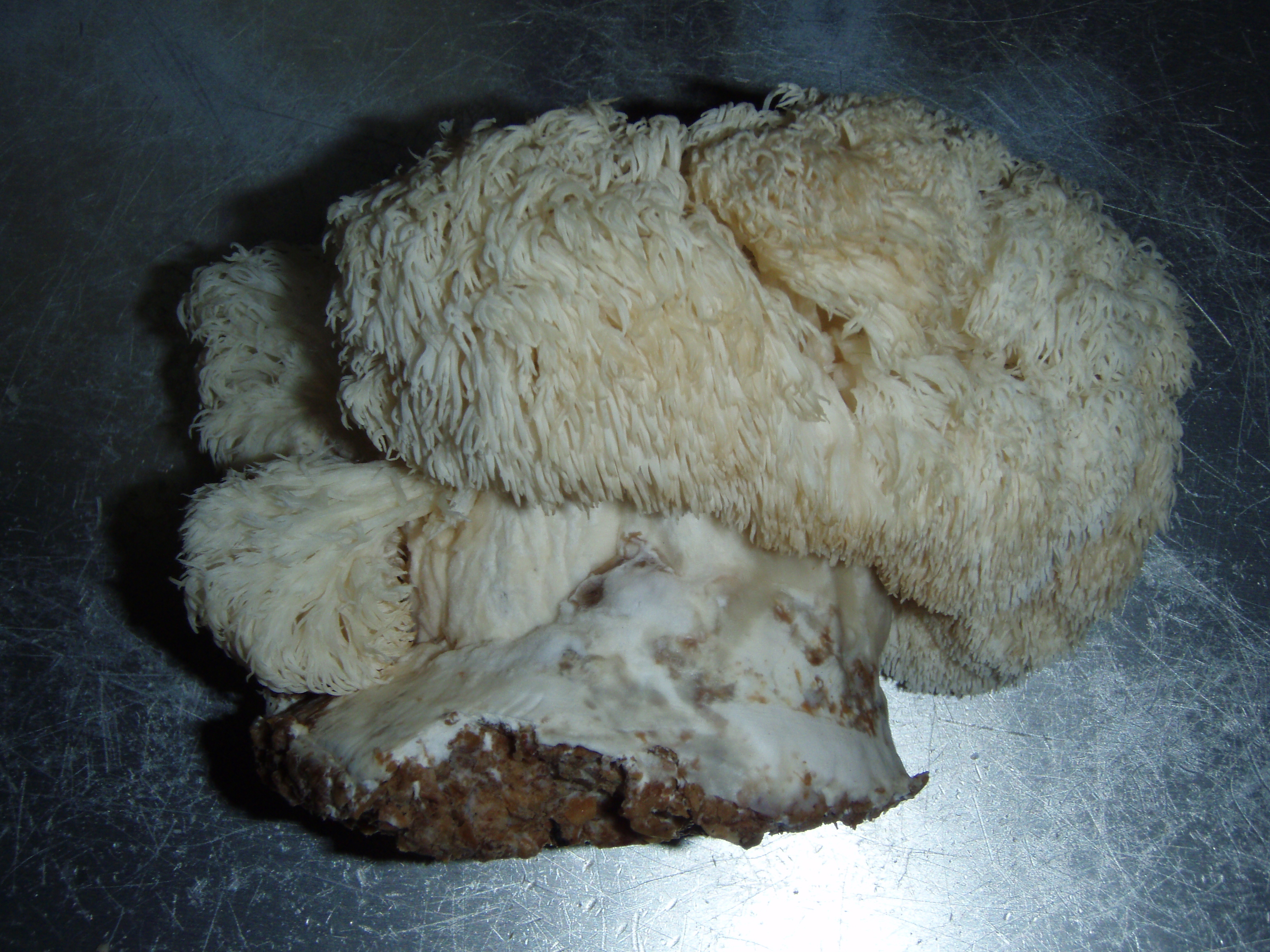
ヤマブシタケ